# Membri Ku Klux Klan în politica Statelor Unite
Aceasta este o listă parțială a câtorva persoane importante din politica Statelor Unite care au fost sau se suspectează că ar fi fost membre ale organizației Ku Klux Klan înainte de a ocupa funcții publice.

## Politicieni care au fost membri Ku Klux Klan

### Robert Byrd

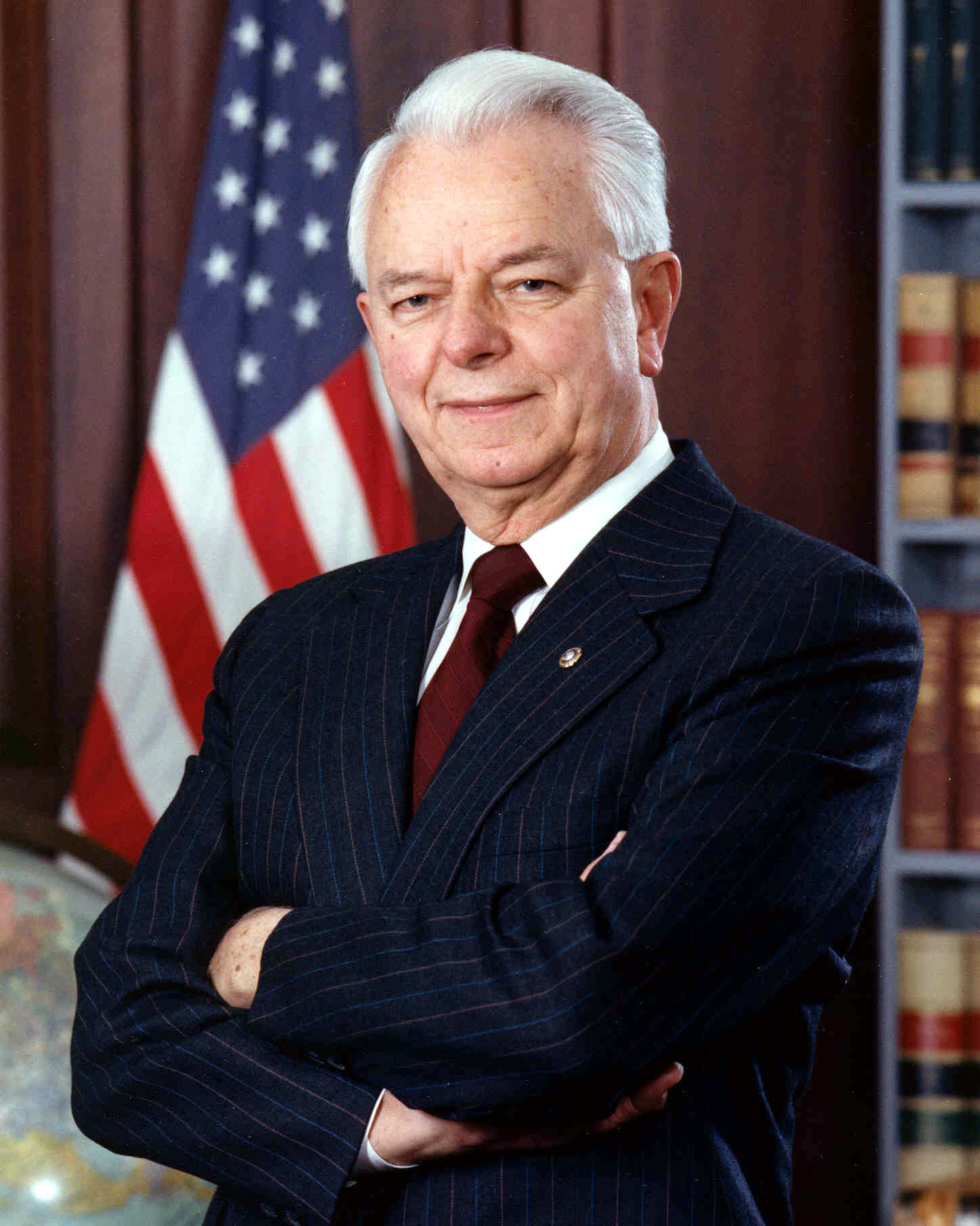
Robert Byrd, fostul recrutor al Ku Klux Klan.

Robert C. Byrd, fost recrutor pentru Ku Klux Klan, a ocupat funcția de Kleagle și Exalted Cyclops în fracțiunea locală. După ce a părăsit grupul, Byrd i-a susținut pe aceștia la începutul carierei sale politice. Deși a menționat că a părăsitul Ku Klux Klanul în 1943, Byrd i-a redactat o scrisoare liderului Klanului în 1946: „Klanul este mai necesar ca oricând și sunt nerăbdător în a-i vedea renașterea aici în Virginia de Vest.” Byrd a încercat să-și apere apartenența în campania sa politică pentru Senat din 1958. Byrd, candidat democrat, a devenit în cele din urmă liderul partidului său în Senat. Ani mai târziu a declarat că înscrierea în Klan a fost o „greșeală imensă.” Totuși, în cadrul unei emisiuni televizate în 2001, aceasta a utilizat expresia „white niggers”.

### Edward Douglass White
Edward Douglass White, politician democrat și Șef al Curții Supreme de Justiție, era un cunoscut membru al KKK în statul său din Louisiana unde ocupase funcția de senator.

### Hugo Black

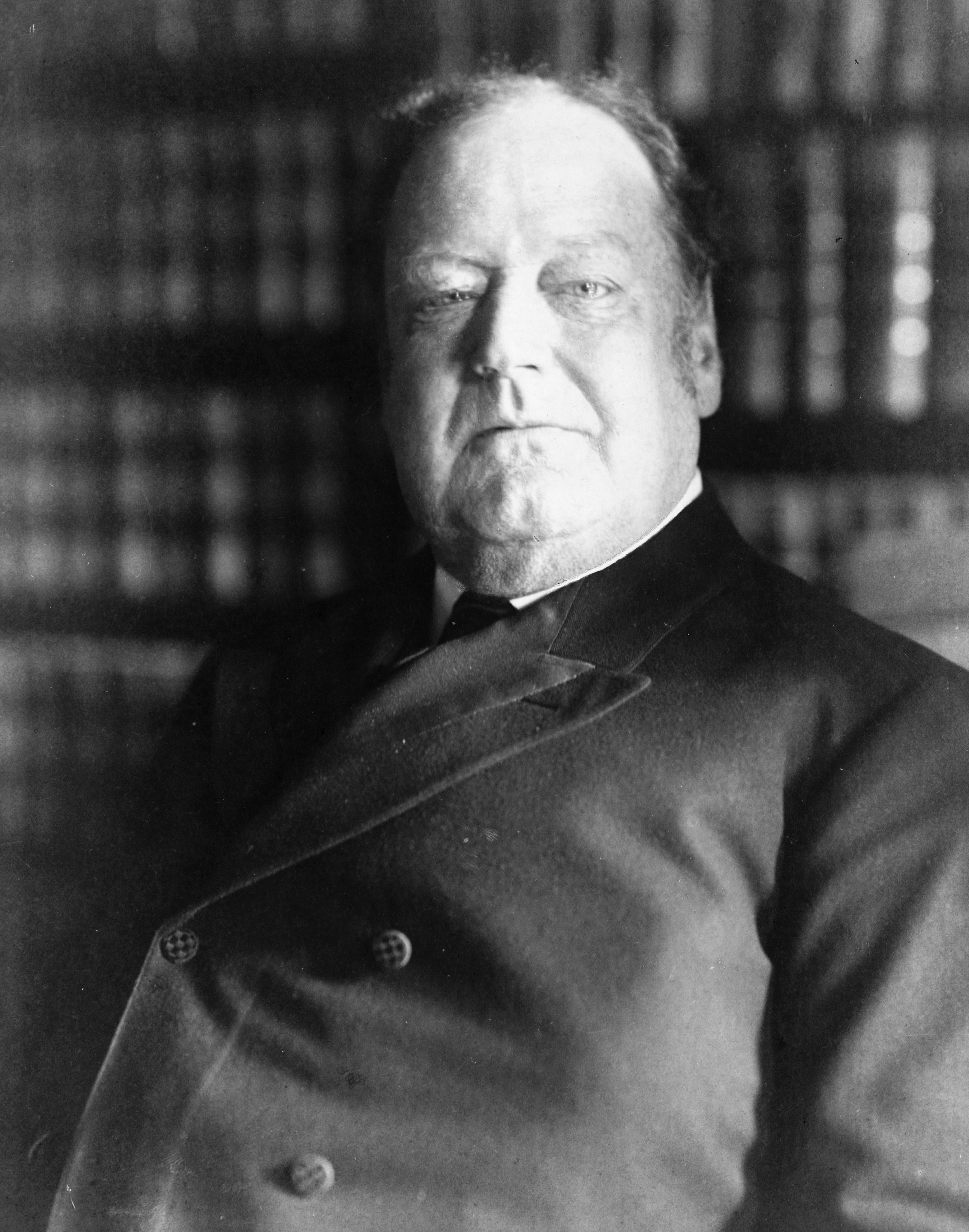
Edward White

În 1921, Hugo Black l-a apărat cu succes pe preotul E. R. Stephenson în procesul în care se făcea vinovat de moartea preotului catolic James Edwin Coyle. Black, politician democrat, s-a înscris în Ku Klux Klan la scurt timp după aceea, pentru a obține voturi din partea anticatolicilor din Alabama. A câștigat campania senatorială datorită aparițiilor sale în cadrul întâlnirilor KKK din statul Alabama. Ani mai târziu, acesta avea să declare într-un interviu că:
La momentul respectiv, m-am înscris în toate organizațiile din zonă! ... În regiunea mea din Alabama, Klanul nu era implicat în activități ilegale ... Sentimentul general al comunității erau acela că dacă cetățenii responsabili nu se înscriu în Klan, acesta va devenit curând dominat de membri mai puțin responsabili.
Apartenența sa la organizație a fost secretă până când a devenit membru al Curții Supreme. Black a declarat în cele din urmă că decizia sa de a se alătura Klanului a fost o greșeală, însă „m-aș fi înscris în orice grup dacă m-ar fi ajutat în a obține voturi”.

### Theodore G. Bilbo
Theodore G. Bilbo, politician democrat, Guvernator al statului Mississippi și mai târziu senator pentru Mississippi, a fost fondatorul fracțiunii KKK din statul în cauză.

### John Brown Gordon

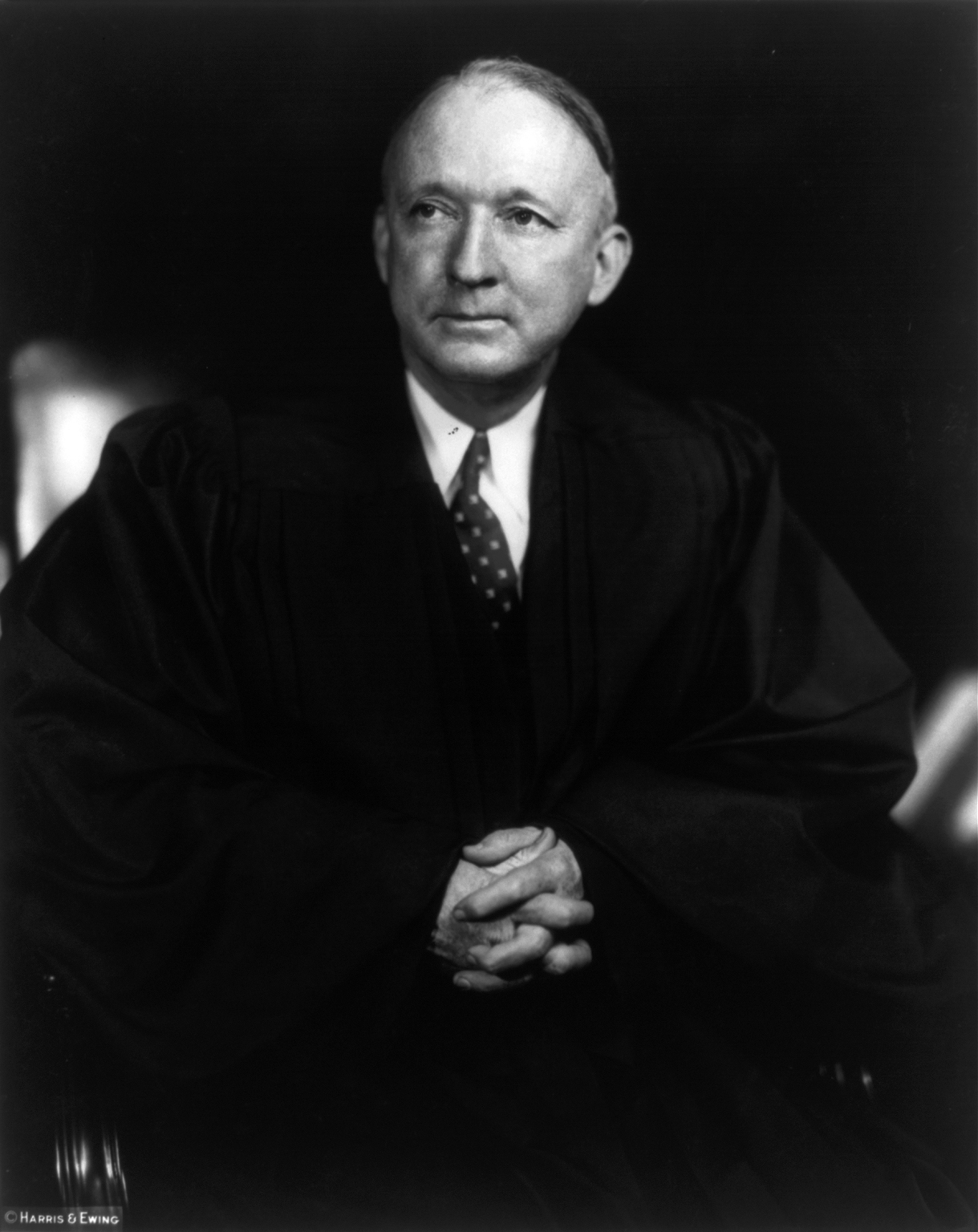
Hugo Black

John Brown Gordon, politician democrat și senator pentru Georgia, a fost fondatorul KKK din statul Georgia.

### Joseph E. Brown
Joseph E. Brown, politician democrat și senator pentru Georiga, a fost un susținător important al organizației în statul său.

### Elmer David Davies
Elmer David Davies, politician democrat și judecător federal al United States District Court for the Middle District of Tennessee, a fost membru KKK în perioada studenției.

### Edward L. Jackson

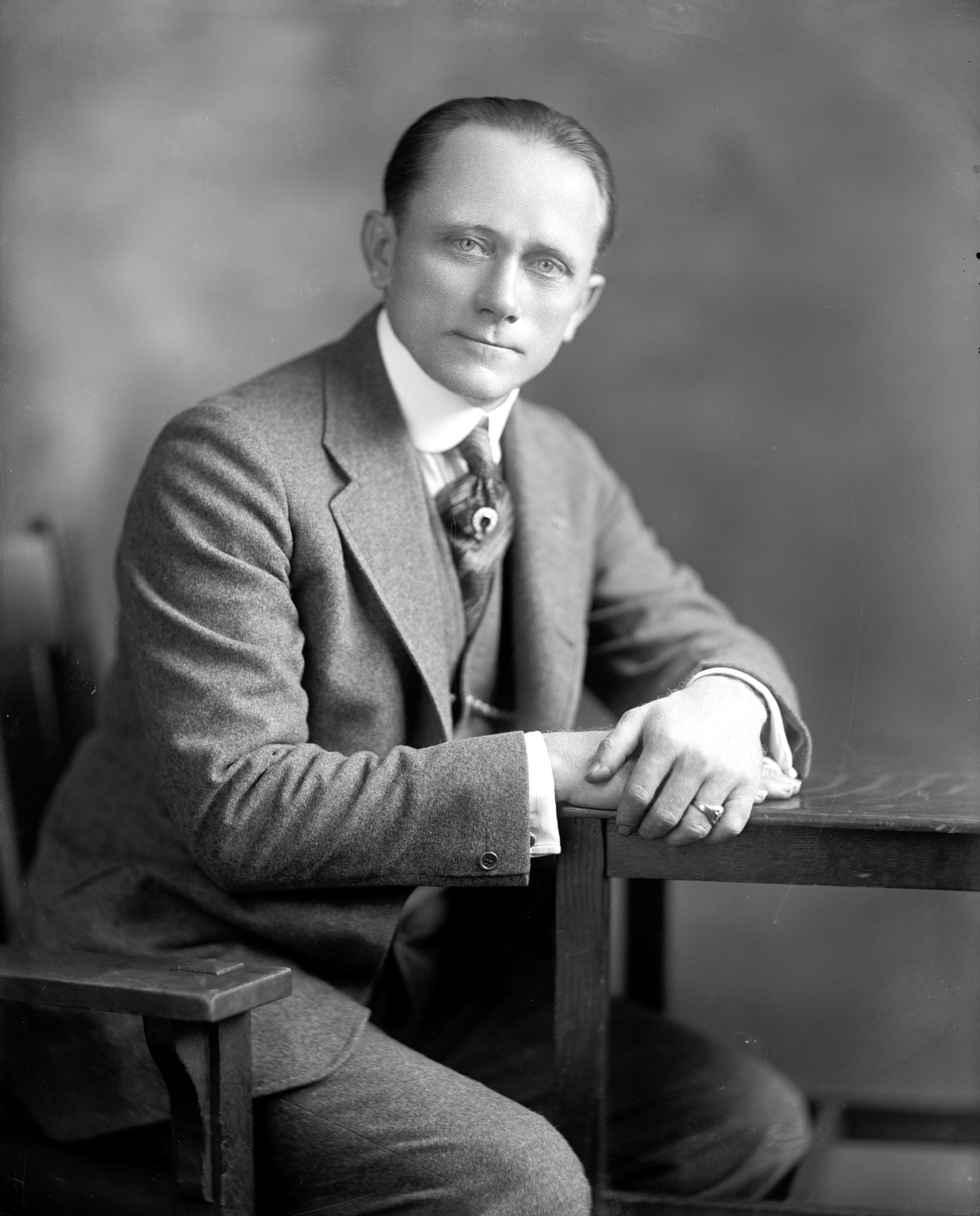
Theodore G. Bilbo

Edward L. Jackson, politician republican, a devenit Guvernator al statului Indiana în 1925. Administrația acestuia a devenit ținta criticilor după ce s-a aflat că favorizează agenda și asociații organizației Ku Klux Klan. Reputația lui Jackson a fost și mai afectată odată cu arestarea și condamnarea liderului D.C. Stephenson pentru violarea și uciderea lui Madge Oberholtzer. Când s-a descoperit că Jackson a încercat să-l mituiască pe fostul guvernator Warren T. McCray cu 10.000$ în vederea numirii unui membru al grupului într-o funcție publică, acestuia i s-a intentat proces, proces care i-a încheiat cariera politică.

### Rice W. Means
Rice W. Means, senator republican pentru Colorado, a fost membru KKK în statul său. A ocupat funcția pe o perioadă de 3 ani în Congres înainte să piardă realegerea în fața republicanului Charles W. Waterman în alegerile din 1926.

### Clarence Morley

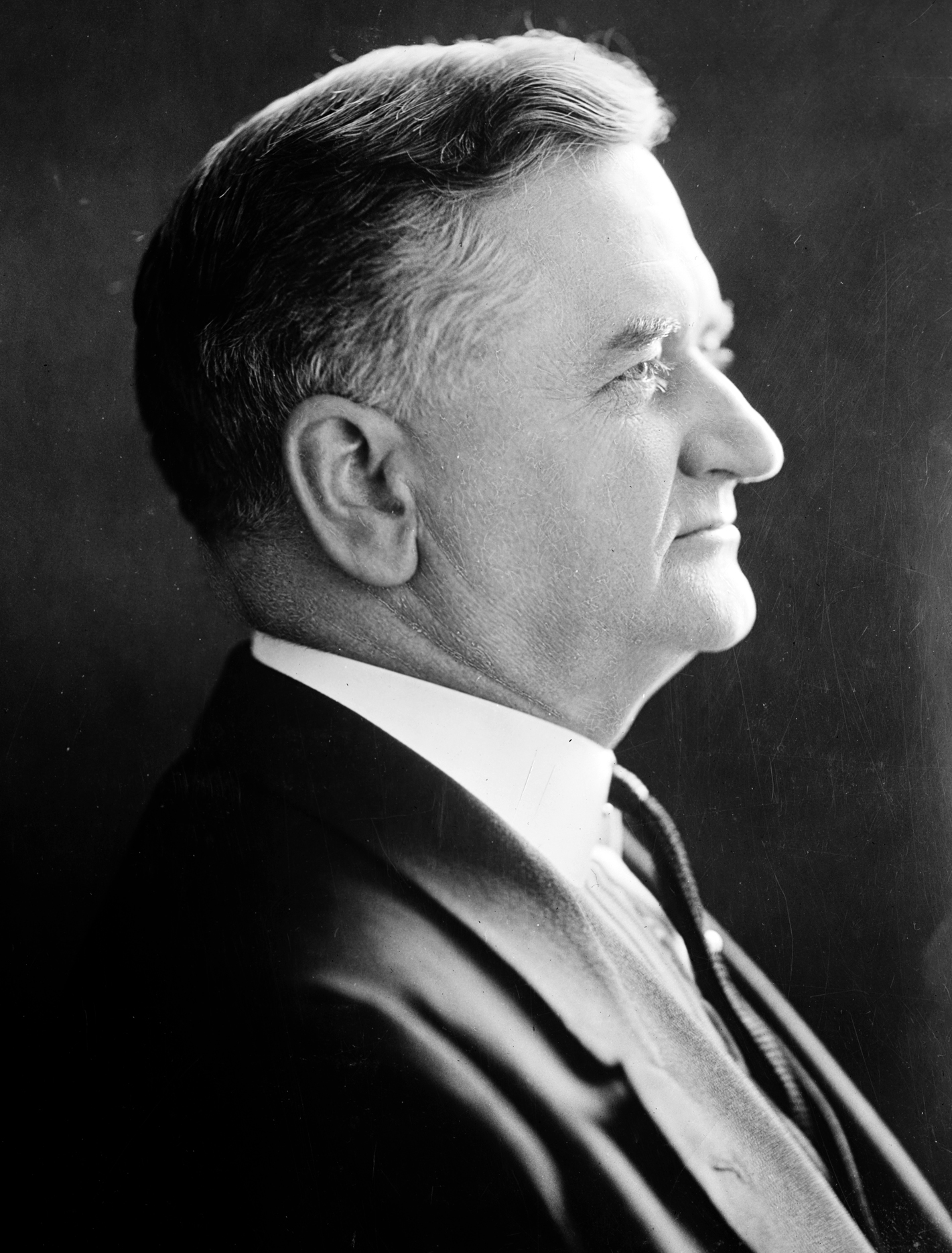
Edward L. Jackson

Clarence Morley, politician republican și Guvernator al statului Colorado, a fost membru al KKK și un susținător înveterat al Prohibiției. A încercat să interzice Bisericii Catolice utilizarea vinului în ceremoniile religioase și le-a cerut celor din Universitatea din Colorado să-și concedieze toți profesorii evrei și catolici.

### Bibb Graves
Bibb Graves este un politician democrat care a ocupat funcția de Guvernator al statului Alabama. A pierdut prima campanie pentru această funcție în 1922, însă patru ani mai târziu, cu ajutor din partea Ku Klux Klanului, a fost ales pentru prima dată ca guvernator. Graves a ocupat funcția de Exalted Cyclops al fracțiunii din Montgomery și a profitat de puterea politică pe care o obținea din apartenența la organizație.

### Clifford Walker
Statutul de membru KKK al Clifford Walker, politician democrat și Guvernator al Georgiei, a fost dezvăluit de către presă în 1924.

### George Gordon

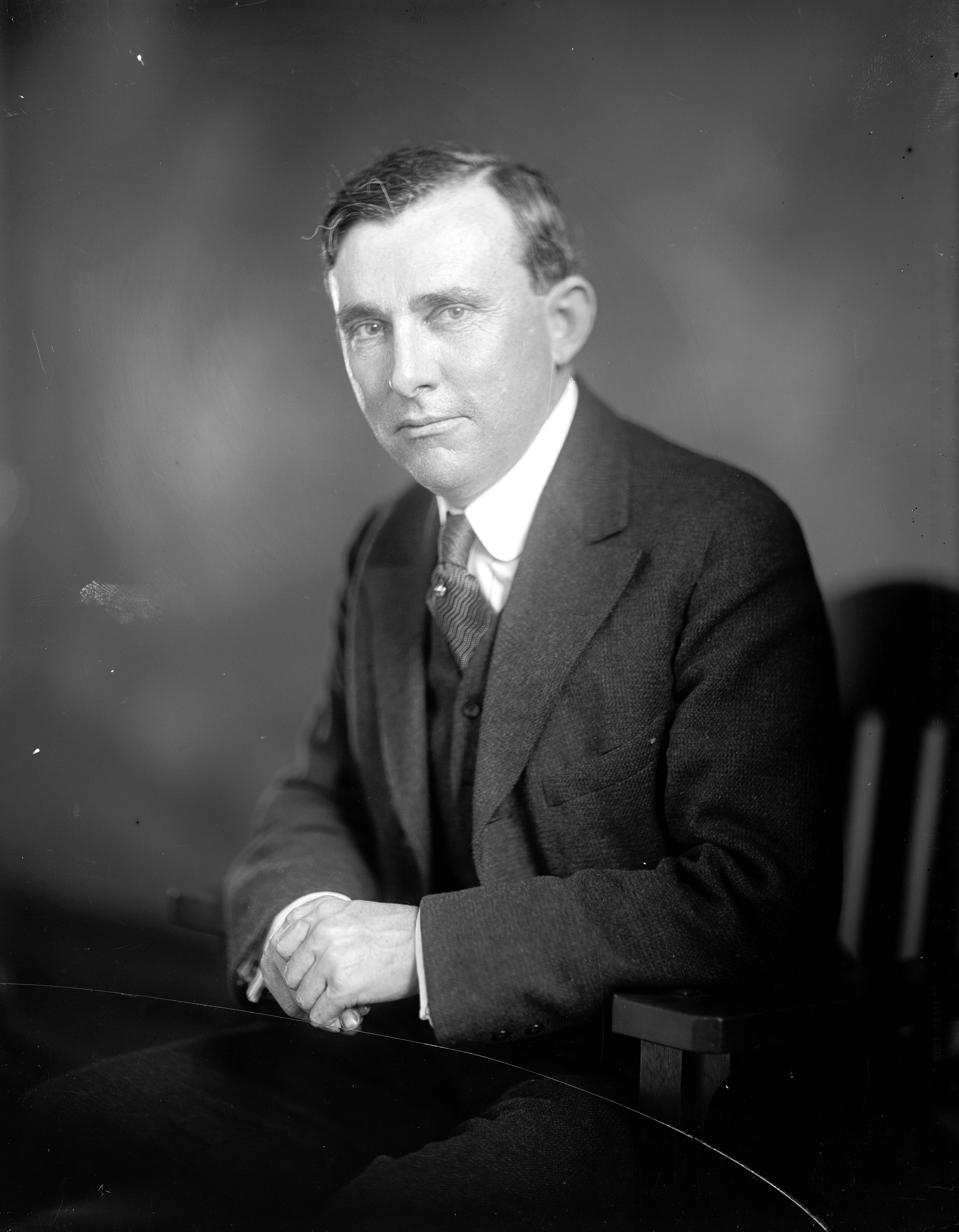
Bibb Graves

George Gordon, democrat și membru al Congresului pentru Districtul 10 din Tennessee, a fost unul dintre primii membri ai Klanului. În 1867, Gordon a devenit primul Grand Dragon din Tennessee și i-a redactat preceptele.

### John Tyler Morgan
John Tyler Morgan, politician democrat și senator pentru Alabama, a fost Grand Dragon al KKK în Alabama.

### Edmund Pettus
Edmund Pettus, democrat și senator pentru Alabama, fost Grand Dragon al KKK în Alabama.

### John W. Morton
John Morton, politician democrat și secretar de stat al Tennessee, a fost fondatorul fracțiunii Nashville din KKK.

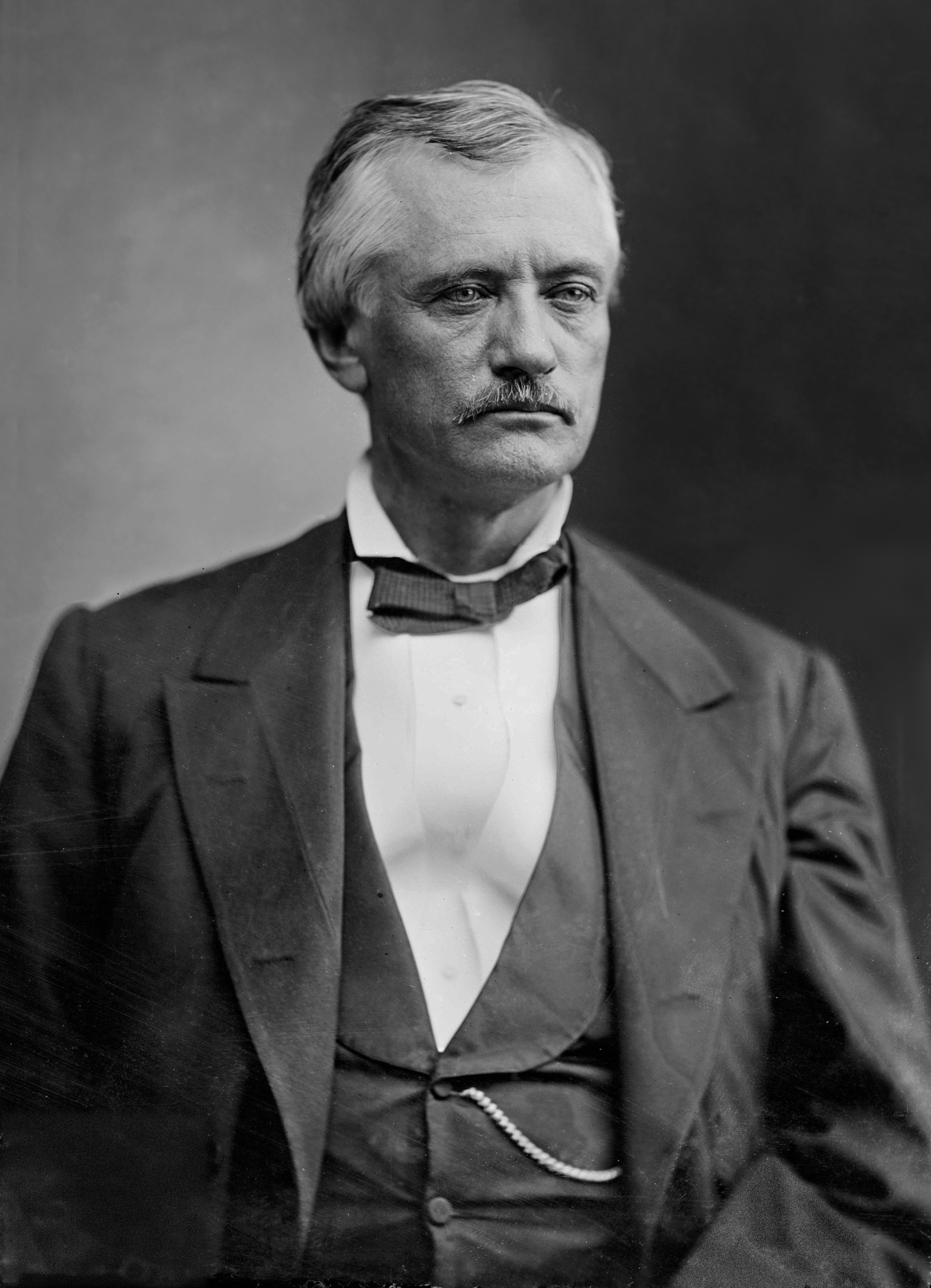
John Tyler Morgan

### William L. Saunders
William L. Saunders, politician democrat, a fost secretar de stat al Carolina de Nord și fondatorul fracțiunii din acest stat.

### John Clinton Porter
John Clinton Porter, politician democrat, a fost membru al Klanului la începutul anilor 1920 și a ocupat funcția de primar al Los Angeles.

### Benjamin F. Stapleton
Benjamin F. Stapleton, politician democrat, a fost primar al orașului Denver între anii 1920-1940. A fost membru al organizației la începutul anilor 1920 și și-a numit colegii din KKK în diferite poziții din administrația municipală.

### David Duke
David Duke, politician care a candidat în alegerile preliminare pentru prezidențiale atât din partea democraților, cât și a republicanilor, era cunoscut pentru rolul său în Ku Klux Klan. Acesta a înființat la mijlocul anilor '70 Knights of the Ku Klux Klan; Și-a redenumit funcția de lider în „Director Național” și a menționat că KKK-ul trebuie să „iasă din pășuni și să intre în sălile de conferințe”. A părăsit organizația în 1980. A candidat la funcția de președinte în preliminarile din 1988, iar în 1989 a trecut la Partidul Republican. În același an a devenit membru al Louisiana State Legislature din districtul 81 și a devenit președintele consiliului de administrare al Partidului Republican pentru St. Tammany Parish.

## Posibili membri ai Ku Klux Klan

### Warren G. Harding
Cu toate că o sursă precizează că Warren G. Harding, politician republican, a fost membru Ku Klux Klan în timp președinției sale, afirmația se bazează pe relatarea unei persoane care a asistat la o relatarea unui martor în 1985 a unei mărturisiri pe patul de moarte care a avut loc în anii '40 și care avea ca subiect un eveniment din anii '20. Investigațiile independente au scos în evidență numeroase contradicții și nici o dovadă. Istoricii resping ideea și menționează că Harding a luptat în mod public împotriva organizației.

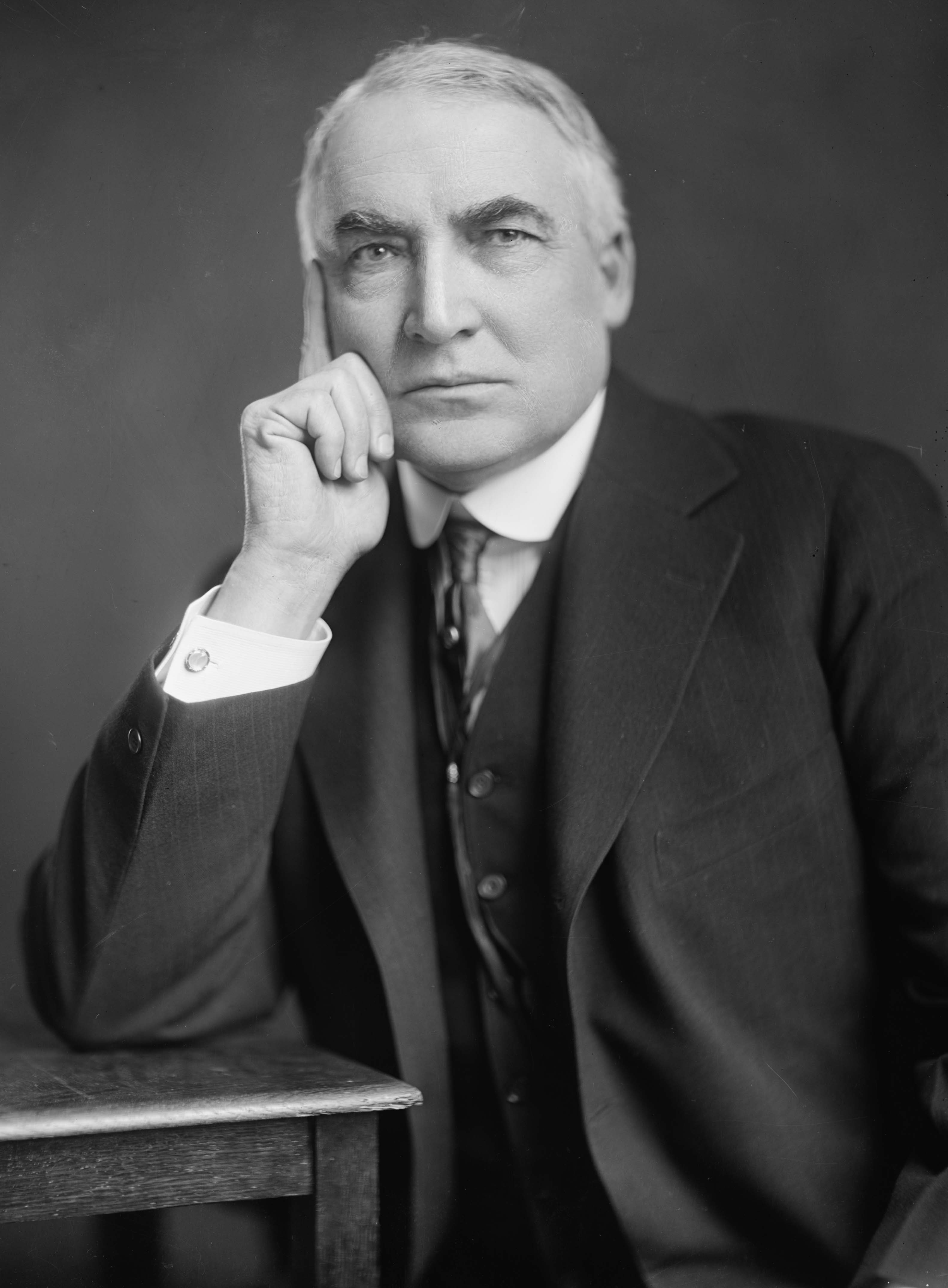
Warren G. Harding

Wyn Craig Wade afirmă că apartenența lui Harding la grup este factuală și oferă o relatare detaliată a unei ceremonii secrete în Casa Albă, informație primită în 1985 de la jurnalistul Stetson Kennedy. Acesta din urmă, alături de Elizabeth Gardner, au înregistrat spre finalul anilor '40 mărturia fostului Imperial Klokard Alton Young, aflat pe patul de moarte. Young menționa că făcut parte din echipa care l-a înscris pe președinte. Concomitent, acesta a repudiat rasismul.
În lucrarea Freakonomics din 2005, economistul Universității Chicago, Steven D. Levitt, și jurnalistul Stephen J. Dubner au făcut aluzie la posibila apartenență a lui Harding. Totuși, într-un text publicat în The New York Times Magazine sub titlul „Hoodwinked? Does it matter if an activist who exposes the inner workings of the Ku Klux Klan isn't open about how he got those secrets?”, Dubner și Levitt afirmau că nu mai acceptă declarația lui Stetson Kennedy.
Platforma Partidului Republican din 1920 a cerut Congresului să adopte legi împotriva linșajului. Harding a fost primul președinte american care a denunțat public linșajul într-un important discurs în Birmingham, Alabama, pe data de 21 octombrie 1921, eveniment discutat în presa națională. Acesta a susținut și o lege împotriva linșajului în Congres în perioada administrației sale. Deși aceasta nu a trecut de Senat, astfel de activități nu sunt specifice unui membru al KKK.
În lucrarea The Strange Deaths of President Harding, istoricul Robert Ferrell menționează că nu a reușit să găsească dovezi care să confirme „ceremonia” din Casa Albă în care Harding ar fi devenit membru Ku Klux Klan. John Dean, în lucrarea sa Warren Harding (2004), menționează lipsa dovezilor care să susțină apartenența președintelui la organizație. De asemenea, documentele personale deținute de secretarul său, George Christian Jr., nu susțin ideea că Harding ar fi primit membri KKK în perioada administrației sale.
Payne susține că organizația era atât de enervată de atacurile lui Harding încât a creat și răspândit zvonuri false despre o posibile apartenență a președintelui la Ku Klux Klan.

Carl S. Anthony, biograful soției lui Harding, nu a descoperit dovezi care să susțină apartenența lui Harding. Discută în schimb evenimentele care au condus la zvonul așa-zisei ceremonii din Casa Albă din iunie, 1923:
Conștient fiind că unele fracțiuni ale organizației Shriners erau anticatolice și implicit simpatizante ale Ku Klux Klanului, respectiv că grupul organiza un protest la mai puțin de 1 km de Washington, Harding a cenzurat grupurile în discursul său Shriners. Presa „l-a considerat drept un atac direct” împotriva Klanului.
În 2005, The Straight Dope a prezentat un rezumat a numeroase argumente împotriva apartenenței lui Harding și precizează că, deși ar fi fost utilă din punct de vedere politic înscrierea publică în Ku Klux Klan, o ceremonie privată nu i-ar fi adus niciun avantaj pe scena politică.
De asemenea, ideea că Harding ar fi avut sânge afro-american este un zvon fals.

### Harry S. Truman

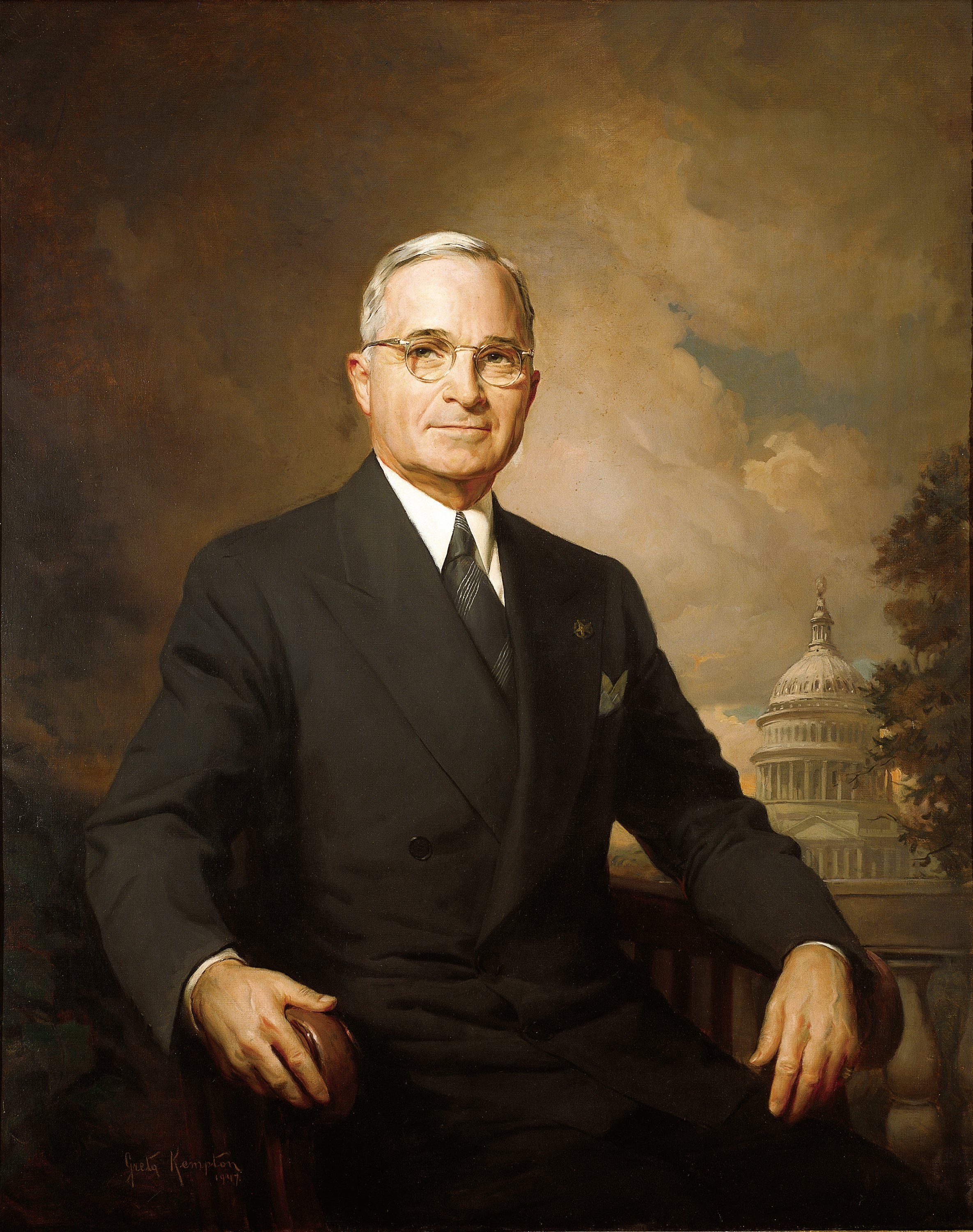
Harry Truman

Harry S. Truman, politician democrat, al 33-lea președinte al Statelor Unite (1945), a fost acuzat de oponenți că a cochetat cu organizația. În 1924, acesta ocupa funcția de judecător în Comitatul Jackson, Missouri. Prietenii săi,  Edgar Hinde și Spencer Salisbury, i-au recomandat acestuia să intre în KKK în perioada realegerilor. Organizația avea putere politică în Comitatul Jackson, iar doi dintre inamicii lui Truman din Partidul Democrat erau susținuți de către Klan. Acesta a refuzat la început, însă a plătit cotizația de membru în valoarea de 10$ și o întâlnire cu ofițerul grupului a fost stabilită.
Conform versiunii lui Salisbury, Truman a fost înscris, însă „nu a fost activ; era doar un membru care nu făcea nimic”. Totuși, Salisbury a mărturisit acestă poveste după ce a intrat în conflict cu Truman, motiv pentru care istoricii pun sub semnul întrebării validitatea afirmațiilor.
Conform perspectivelor lui Hinde și Truman, ofițerul Klanului i-a cerut lui Truman să jure că dacă va fi reales, nu va angaja catolici sau evrei. Truman a refuzat și le-a cerut să-i returneze cotizația de membru; majoritatea oamenilor aflați sub comanda sa în Primul Războil Mondial au fost irlandezi catolici.
Truman nu a fost de acord cu anticatolicismul Ku Klux Klanului deoarece acesta se afla sub protecția familiei catolice Pendergast, aflată în fruntea unei organizații politice puternice din Comitatul Jackson. Truman ar fi fost acceptat de către familia Pendergast deoarece nu făcea parte din nicio organizație anticatolică de tip KKK. Acesta a declarat mai târziu că aceștia „l-au amenințat cu moartea”, motiv pentru care „am părăsit întâlnirea și i-am provocat să încerce”. Totuși, biograful Alonzo Hamby afirmă că această poveste, nefiind susținută de documente, este doar o confabulație care are la bază întâlnirea cu o mulțime de democrați ostili; această mărturisire arată tendința lui Truman de a-și modifica istoria personală. Admiratorii lui Truman văd în flirtul său cu organizația KKK o eroare de moment și scot în evidență faptul că cel mai bun prieten al acestuia și partenerul său de afaceri, Eddie Jacobson, era evreu. De asemenea, în timpul administrației sale au avut loc ameliorări semnificative în ceea ce privește drepturile civile ale persoanelor de culoare.